# حسن‌آباد (میانه)
حسن‌آباد یا گلنگدر روستایی در دهستان قافلانکوه غربی بخش مرکزی شهرستان میانه استان آذربایجان شرقی ایران است. علت اینکه روستای گلنگدر را حسن‌آباد نیز می‌گویند بخاطر این هست که اولین شهید این روستا حسن انگوتی نام داشت.

## جمعیت
بر پایه سرشماری عمومی نفوس و مسکن در سال ۱۳۹۵ جمعیت این روستا ۱٬۰۸۸ نفر (۳۲۹خانوار) بوده‌است.